# Jean-Paul Boëtius
Jean-Paul Boëtius (* 22. März 1994 in Rotterdam, Niederlande) ist ein niederländischer Fußballspieler. Seit Januar 2025 steht er beim SV Darmstadt 98 unter Vertrag.

## Vereine
Boëtius durchlief ab der U7 die Jugendakademie von Feyenoord Rotterdam. Er debütierte für Feyenoords erste Mannschaft in der niederländischen Eredivisie im Oktober 2012. In den nächsten drei Jahren absolvierte er insgesamt 96 Pflichtspiele für seinen Verein, darunter fünf Spiele in der Gruppenphase der UEFA Europa League 2014/15.
Anfang August 2015 verpflichtete ihn der FC Basel, nachdem kurz zuvor der Mittelfeldspieler Derlis González den Verein zu Dynamo Kiew verlassen hatte. Boëtius unterzeichnete einen Vertrag über vier Jahre. Unter Trainer Urs Fischer gewann er am Ende der Saison 2015/16 den Meistertitel mit dem FCB. Am 31. Januar 2017 verlieh der FC Basel Boëtius bis zum Saisonende an den KRC Genk. Der KRC hatte die Option für eine feste Übernahme zum Saisonende. Mit dem belgischen Erstligisten erreichte er das Viertelfinale der Europa League 2016/17.
Boëtius kehrte zur Saison 2017/18 mit einem Dreijahresvertrag zu Feyenoord zurück. Er schied mit der Mannschaft nach der Gruppenphase aus der Champions League 2017/18 aus und gewann den niederländischen Pokal 2018.
Am 27. August 2018 wurde Boëtius für vier Jahre vom 1. FSV Mainz 05 verpflichtet. Er kam regelmäßig als offensiver Mittelfeldspieler zum Einsatz, seit der Saison 2020/21 öfter als Einwechselspieler.
Nachdem sein Vertrag in Mainz nach der Saison 2021/22 ausgelaufen war, schloss sich Boëtius Anfang August 2022 vor dem 2. Spieltag der Saison 2022/23 dem Ligakonkurrenten Hertha BSC an, bei dem er einen bis zum 30. Juni 2025 laufenden Vertrag unterschrieb. Dort trifft er auf seinen ehemaligen Mainzer Trainer Sandro Schwarz. Nach dem Abstieg mit Hertha BSC machte er im Sommer 2023 von einer Klausel Gebrauch und kündigte seinen Vertrag mit den Berlinern.
Im Januar 2025 nahm ihn Zweitligist SV Darmstadt 98 unter Vertrag.

## Nationalmannschaft
Boëtius spielte für die niederländische U17-, U19- und U21-Auswahl. Am 5. März 2014 bestritt er ein Länderspiel für die A-Nationalmannschaft. Er war bei der 0:2-Testspielniederlage im Stade de France gegen Frankreich 73 Minuten im Einsatz und wurde dann durch Memphis Depay ersetzt.

## Sonstiges
Sein Cousin Urby Emanuelson ist ebenfalls Profi-Fußballspieler.
Im September 2022 wurde bei Boëtius ein Hodentumor diagnostiziert. Es war damit nach Sébastien Haller, Timo Baumgartl und seinem Vereinskollegen Marco Richter der vierte Bundesligaspieler im Kalenderjahr 2022, bei dem ein Tumor im Hoden festgestellt wurde. Bei frühzeitig erfolgter Hodenkrebsoperation war eine Chemotherapie nicht erforderlich. 2024 teilte Boëtius mit, dass sich der Krebs in die retroperitonealen Lymphknoten gestreut habe und er sich einer Chemotherapie unterziehen muss.

## Titel und Erfolge
FC Basel
- Schweizer Meister: 2016

Feyenoord Rotterdam
- Niederländischer Pokalsieger: 2018